# Bow Wow (That's My Name)
Bow Wow (That's My Name) är ett musikalbum av Bow wow från 2000.
Lil Bow Wow's bästa hit i detta album är:
- That's My Name ft. Snoop Dogg.

- Producenten: Jermaine Dupri
- Kompositörer: Snoop Dogg, Jermaine Dupri & Michael Bryan Cox.

låten släpptes: 17 oktober 2000.

## Listplaceringar
| Topplistan (2000)                           | Position |
| ------------------------------------------- | -------- |
| Billboard Hot 100 Singles                   | 21       |
| Billboard Hot R & B/Hip Hop SongsCs         | 9        |
| Billboard Hot Rap Tracks                    | 1        |
| Billboard 2001 Year-End Top Hot Rap Singles | 4        |
| Rhythmic Top 40                             | 14       |
| Radio+Records Airplay - Rhythmic            | 10       |
| Radio+Records Airplay - Urban               | 9        |
| UK Top 75                                   | 6        |
| UK Top 40 R&B                               | 2        |
| Ireland Top 50                              | 13       |
| Germany Top 100                             | 9        |
| Netherland Mega Top 100                     | 2        |
| Sweden Top 60                               | 5        |
| USA Top 200 Singles Sales (Soundscan)       | 2        |
| Belgium Top 50                              | 9        |
| Canada Top 50                               | 35       |
| Australia Top 100                           | 6        |
| New Zealand Top 50                          | 17       |
| France Top 100                              | 2        |
| Switzerland Top 100                         | 4        |